# Bedriacumi csata
A bedriacumi csata két csatára utal, amelyet a négy császár évében vívtak Bedriacum, a mai Calvatone városának közelében, körülbelül 20 mérföldre az észak Itáliában fekvő Cremona városától. A valóságban a csatára Cremona és Bedriacum között került sor, és néha I és II Cremonai ütközetnek nevezték.

## I Bedriacumi csata
Marcus Salvius Otho a praetorianus gárda segítségével 69-ben meggyilkoltatta elődjét Servius Sulpitius Galba római császárt, majd magának követelte a trónt. Azonban Germania Inferior provincia kormányzója, Aulus Vitellius Germanicus a germán légiók legatusa korábban szintén magának követelte a trónt, és csapatai élén elindult Rómába. Előrenyomuló seregét két részre osztotta, melyeket az I. Germanica légió parancsnoka Fabius Valens és Hispánia egyik questora Aulus Caecina Alienus vezetett. Vitellius csapataiban volt a XXI. Rapax légió,V. Alaudae légió, az összes Rajna menti légió vexillatioi és Batavus erőinek auxiliai. A sereg körülbelül 70 ezer főből állt. A Caecina vezette erők átkeltek az Alpokon a Nagy Szent Bernát-hágónál, hogy elérjék Észak-Itáliát. Megtámadták Placentiát, de Otho helyőrsége visszaverte őket, és egészen Cremona városáig vonultak vissza, hogy bevárják Valens légióit.
Otho 69 március 14-én hagyta el Rómát, és északra vonult, hogy megütközzön az ellenséggel. Róma védelmét fivérére Titianusra bízta. Brixellumban vert tábort seregével, ami az I. Adiutrix légióból, a XIII Gemina légióból, annak előretolt alakulataiból, a Praaetori Gárdából és egy csapatnyi gladiátorból állt. Parancsnokai között, olyan vezérek is voltak, mint az a Gaius Suetonius Paulinus, aki 8 évvel korábban Britannia kormányzójaként leverte Boudica felkelését, de Otho mégis úgy döntött, hogy elhívja Rómából Titianust, hogy vezesse a csapatokat.
Titianus érkezése előtt már megvívtak egy ütközetet. Vitellius egyik parancsnoka Caecina lesben állt egy településen, amit Locus Castrorumnak hívtak. Körülbelül félúton Bedriacum és Cremona között, a Via Postumian. Azonban Otho csapatai megtudták, és Suetonius Paulinus vezetésével egy sereg Locus Castrorum ellen indult, majd meghátrálásra kényszerítette Caecina csapatait Cremonaba. Itt csatlakoztak Fabius Valens seregéhez, akik egy hosszabb úton Gallián keresztül vonultak át. 
Titianus végre csatlakozott Othohoz, és átvette a parancsnokságot. Paulinus és a parancsnokok tanácsai ellenére úgy döntött, hogy Cremona felé vonul, és nem várja be a többi légiót. Otho Brixellumban maradt, hogy kivárja a fejleményeket. Április 14-én a két sereg találkozott Otho hosszú meneteléstől fáradt csapataival a Via Postumian valamivel közelebb Cremonahoz, mint Bedriacumhoz. A legsúlyosabb csaták ott alakultak ki, ahol Otho I. Adiutrix légiója, melyet nemrégiben soroztak a Misenumi hajóhad tengerészeiből összecsapott Vitellius veterán XXI. Rapax légiójával. Az I. Adiutrix a csatában megszerezte a XXI-es légió jelvényét, az Aquilat, bár parancsnokukat elvesztették. A csatatér más területein Otho XII. Gemina légiója vereséget szenvedett Vitellius V. Alaudee légiójától, és az I. Adiutrix végül meghátrált, amikor Batavus segédcsapatai megtámadták a szárnyat. Cassius Dio szerint csaknem 40,000 embert öltek meg a csatában. Otho csapatai visszavonultak Bedriacumba, majd másnap megadták magukat és hűséget fogadtak Vitelliusnak.
Amikor a hírek megérkeztek Brixellumba, csapatai közül sokan csatát sürgettek, azonban Otho öngyilkosságot követett el. Kevesebb, mint három hónapig volt uralkodó. Vitellius diadalmasan bevonult Rómába, ahol a Szenátus elismerte, mint római császárt.